# Alan Hodgkinson
Alan Hodgkinson (ur. 16 sierpnia 1936 w Laughton-en-le-Morthen, zm. 8 grudnia 2015) – angielski piłkarz występujący podczas kariery na pozycji bramkarza. Kawaler Orderu Imperium Brytyjskiego (MBE).

## Kariera klubowa
Alan Hodgkinson całą piłkarską karierę spędził w Sheffield United. W lidze angielskiej zadebiutował 28 sierpnia 1954 w wygranym 2-1 meczu z Newcastle United. Z United dwukrotnie spadał Division One w 1956 i 1968 i raz awansował do Division One w 1961. W latach 1954–1971 w barwach United rozegrał 675 spotkań, w tym 576 w lidze.
| Sezon   | Klub                  | Kraj   | Rozgrywki    | Mecze | Bramki |
| ------- | --------------------- | ------ | ------------ | ----- | ------ |
| 1954/55 | Sheffield United F.C. | Anglia | Division One | 11    | 0      |
| 1955/56 | Sheffield United F.C. | Anglia | Division One | 4     | 0      |
| 1956/57 | Sheffield United F.C. | Anglia | Division Two | 17    | 0      |
| 1957/58 | Sheffield United F.C. | Anglia | Division Two | 36    | 0      |
| 1958/59 | Sheffield United F.C. | Anglia | Division Two | 42    | 0      |
| 1959/60 | Sheffield United F.C. | Anglia | Division Two | 39    | 0      |
| 1960/61 | Sheffield United F.C. | Anglia | Division Two | 41    | 0      |
| 1961/62 | Sheffield United F.C. | Anglia | Division One | 40    | 0      |
| 1962/63 | Sheffield United F.C. | Anglia | Division One | 40    | 0      |
| 1963/64 | Sheffield United F.C. | Anglia | Division One | 35    | 0      |
| 1964/65 | Sheffield United F.C. | Anglia | Division One | 40    | 0      |
| 1965/66 | Sheffield United F.C. | Anglia | Division One | 41    | 0      |
| 1966/67 | Sheffield United F.C. | Anglia | Division One | 42    | 0      |
| 1967/68 | Sheffield United F.C. | Anglia | Division One | 41    | 0      |
| 1968/69 | Sheffield United F.C. | Anglia | Division Two | 42    | 0      |
| 1969/70 | Sheffield United F.C. | Anglia | Division Two | 41    | 0      |
| 1970/71 | Sheffield United F.C. | Anglia | Division Two | 24    | 0      |

## Kariera reprezentacyjna
W reprezentacji Anglii Hodgkinson zadebiutował 6 kwietnia 1957 w wygranym 2-1 meczu British Home Championship ze Szkocją. W 1958 Hodgkinson uczestniczył w mistrzostwach świata. Na turnieju w Szwecji był rezerwowym i nie wystąpił w żadnym meczu. Ostatni raz w reprezentacji wystąpił 23 listopada 1960 w wygranym 5-1 meczu British Home Championship z Walią. W 1962 Hodgkinson po raz drugi uczestniczył w mistrzostwach świata. Na turnieju w Chile podobnie jak cztery lata wcześniej był rezerwowym i nie wystąpił w żadnym meczu. Ogółem w reprezentacji rozegrał 5 spotkań.
| Mecze i gole w reprezentacji | Mecze i gole w reprezentacji | Mecze i gole w reprezentacji | Mecze i gole w reprezentacji | Mecze i gole w reprezentacji | Mecze i gole w reprezentacji | Mecze i gole w reprezentacji |
| #                            | Data                         | Miasto                       | Przeciwnik                   | Gol                          | Wynik                        |                              |
| ---------------------------- | ---------------------------- | ---------------------------- | ---------------------------- | ---------------------------- | ---------------------------- | ---------------------------- |
| 1.                           | 06.04.1957                   | Londyn                       | Szkocja                      |                              | 2:1                          | British Home Championship    |
| 2.                           | 08.05.1957                   | Londyn                       | Irlandia                     |                              | 5:1                          | el. MŚ 1958                  |
| 3.                           | 15.05.1957                   | Kopenhaga                    | Dania                        |                              | 4:1                          | el. MŚ 1958                  |
| 4.                           | 19.05.1957                   | Dublin                       | Irlandia                     |                              | 1:1                          | el. MŚ 1958                  |
| 5.                           | 23.11.1960                   | Londyn                       | Walia                        |                              | 5:1                          | British Home Championship    |

## Kariera trenerska
Po zakończeniu kariery piłkarskiej Hodgkinson został trenerem. Przez wiele był trenerem bramkarzy w wielu angielskich i szkockich klubach.